# Citilab
Citilab-Cornellà és un laboratori ciutadà, centre de referència en recerca i innovació de la Internet social que centra la seva activitat en la innovació digital ciutadana, amb l'objectiu de difondre i fomentar la Societat de la informació. Es tracta d'un dels nodes de la xarxa Europea de Living labs, un concepte de recerca. Els living labs o laboratoris vius és un centre pensat en l'usuari i la innovació oberta, sovint operant en un territori de context, tot integrant recerca continua i processos d'innovació compartint projectes publicoprivats.

## Edifici
Després de quatre anys d'intensa restauració, al novembre de 2007, l'antiga fàbrica de Can Suris de Cornellà de Llobregat va inaugurar la seu de Citilab. Vicenç Badenes va ser el director del Citilab fins a la seva mort el juliol del 2011.

## Activitat
El Citilab s'inspira en bona part en el model de Living Lab, entitat mixta pública/privada on ciutadans, empreses, organismes públics i centres de recerca s'involucren en el procés d'innovació. A diferència dels laboratoris i centres de recerca convencionals, els Living Labs permeten crear i validar tecnologies, productes, serveis i models de negoci en entorns i contextos reals i quotidians. La singularitat de Citilab és que incorpora les experiències d'anys d'activitat de les xarxes ciutadanes a Catalunya, tot intentant integrar el concepte d'innovació social. Es tracta d'un projecte continu organitzat al voltant de la creació de projectes de formació, divulgació, comunicació, recerca, innovació i empreneduria empresarial i social.

## Funcionament
Al Citilab s'aposta per la creació d'equips i comunitats entorn de projectes. És a dir, cada projecte combina recerca, desenvolupament, innovació i aprenentatge i involucra a actors molt diferents i en diverses proporcions segons el seu objectiu: escoles, alumnes, citilabers, grups universitaris, empreses, experts independents, etc.
Està organitzat en les següents àrees on s'intenta replicar la dinàmica de creació o recepció de projectes, aprenentatge i investigació.
1. Innovació, territori i ciutadania: Exploració de les possibilitats de disseny participatiu en les diverses dimensions del fet territorial i urbà. Creació de nous mètodes i entorns digitals de prova de l'urbanisme emergent. Integració dels models de participació i codisseny urbà en xarxa.
2. Educació, formació i Innovació: exploració de noves alternatives metodològiques i curriculars en l'aprenentatge de les actituds, habilitats i competències d'innovació des de la tecnologia. Treball sobre introducció d'habilitats de disseny des de la programació i la tecnologia digital. Educació per a la innovació i la societat del coneixement a les escoles i instituts.
3. Nous Mitjans Socials: treball sobre les noves formes de producció audiovisual i artística col·laborativa. Investigació sobre les possibilitats de construcció col·laborativa de continguts. Treball sobre el medi visual com a entorn de creació compartida de coneixement. Exploració de noves formes de narrativitat audiovisual preparació de competències audiovisuals, de narració i de creació de coneixement pels ciutadans.
4. Innovació en economia i societat: Noves formes d'innovació en el teixit empresarial i social, superació del model de divisió entre emprenedors econòmics i emprenedors socials. Noves formes d'innovació col·laborativa. Avaluació de l'impacte de les noves formes de col·laboració en les oportunitats personals, socials i econòmiques. Impacte de la implantació de models d'innovació social. Formes territorials de la innovació. Sèniors, canvis demogràfics i la societat de la cura.
5. Nous sistemes d'R+D+i basats en els usuaris: investigació sobre el fet social de la innovació i els mètodes i models que existeixen o que es poden provar. El treball sobre els mètodes i particularitats dels Living Labs s'emmarca aquí.